# Александрина Ганау-Горжовицская
Александрина Фридерика Вильгельмина Ганау-Горжовицская, графиня Шаумбургская (нем. Alexandrine Friedrike Wilhelmine von Hanau-Hořovice; 22 декабря 1830, Фульда — 20 декабря 1871, Линдау) — немецкая аристократка, морганатический потомок Гессенского дома. В замужестве принцесса Гогенлоэ-Эрингенская.

## Биография
Александрина родилась 22 декабря 1830 года. Она родилась как вторая внебрачная дочь наследного принца Гессена Фридриха Вильгельма и Гертруды Фалькенштейн. Её мать тогда была замужем за лейтенантом Карлом Михаэлем Леманном (1787—1882), поэтому, как и её старшая сестра Августа она сначала носила фамилию Леманн.
Однако в 1831 году Гертруда развелась с мужем, ради брака с наследником престола, который был заключен 26 июня 1831 года. Только после развода, Карл Михаэль Леманн отказался от своих прав отцовства на Августу и Александрину. Из-за происхождения своей матери, а также из-за статуса внебрачной дочери, не могла носить титул принцессы Гессенской.
Алксендрина была возведена своим биологическим отцом в графини Шаумбург, а затем получила титул принцессы Ганау-Горжовицской.
12 июня 1851 года она вышла замуж за принца Феликса Гогенлоэ-Эрингенского (1818—1900). Церемония бракосочетания прошла во дворце Вильгельмсхёэ. Однако брак не давал никакой выгоды для семьи Александрины, так как её муж постоянно нуждался в деньгах. После того, как отец Александрины был низложен в 1866 году, она стала получать пенсию в размере 3000 талеров из Фонда гвельфов.
Она умерла при рождении младшего ребёнка, 20 декабря 1871 года. Она была единственным ребёнком курфюрста, который умер до своих родителей. В 1884 году её останки были похоронены рядом с матерью.

## Потомство
От брака с Феликсом, у неё родилось шестеро детей:
- Ядвига Гогенлоэ-Эрингенская (6 октября 1857 — 29 января 1940), 28 мая 1879 года вышла замуж за графа Франца фон Штернау-Гогенау (1850—1922). У них родилось 3 сыновей:
  - Хуго фон Штернау-Гогенау (11 августа 1881 — 28 января 1916), женат не был. Детей не имел.
  - Франц-Мориц фон Штернау-Гогенау (3 апреля 1882 — 1 октября 1945), был дважды женат. Имел 4 детей от первого брака.
  - Вальдемар фон Штернау-Гогенау (20 июня 1886 — 28 января 1898), умер в возрасте 12 лет.
- Крафт Фридрих Гогенлоэ-Эрингенский (19 января 1861 — 11 сентября 1939), 10 октября 1885 года женился на Марии де Вассиньяк фон Имекур (1863—1924). Позже супруги развелись. Детей у них не было.
- Ольга Гогенлоэ-Эрингенская (3 апреля 1862 — 21 апреля 1935), 29 апреля 1899 года вышла замуж за Ганса, 6-го князя Гогенлоэ-Эрингенского (1858—1945). У них родилось 4 детей
  - Август, 7-й князь Гогенлоэ-Эрингенский (28 апреля 1890 — 2 августа 1962), был трижды женат. Имел 4 детей от всех браков.
  - Александрина Гогенлоэ-Эрингенская (12 мая 1891 — 15 мая 1959), замужем не была. Детей не имела.
  - Крафт Гогенлоэ-Эрингенский (16 мая 1892 — 2 сентября 1965), 31 января 1948 года женился на Нине Чищине (1898—1965). Детей у них не было.
  - Доротея Гогенлоэ-Эрингенская (16 мая 1892 — 7 декабря 1931), замужем не была. Детей не имела.
- Паула Мария Гогенлоэ-Эрингенская (4 апреля 1863 — 20 ноября 1874), умерла в возрасте 11 лет.
- Мария Луиза Августина Гогенлоэ-Эрингенская (26 января 1867 — 23 июля 1945), 8 мая 1886 года вышла замуж за Альбрехта Вальдек-Пирмонтского (1841—1897). После смерти первого супруга, вышла замуж за Георга Хоупа Джонстона (1880—1938). Свадьба состоялась 4 декабря 1913 года. Имела 4 детей от обоих браков:
  - Георг Фридрих Вальдек-Пирмонтский (15 марта 1887 — 28 марта 1888), умер в младенчестве.
  - Карл Александр Вальдек-Пирмонтский (15 сентября 1891 — 28 октября 1910), женат не был. Детей не имел.
  - Альбертина Вальдек-Пирмонтская (22 декабря 1895 — 11 июля 1897), умер в младенчестве.
  - Уильям Хоуп Джонстон (5 июля 1914 — 6 июля 1993), 27 марта 1943 года женился на Памеле Кобболд (1920—1994). У них родились 2 сына.
- Александр Гогенлоэ-Эрингенский (20 декабря 1871 — 30 января 1929), 16 июля 1895 года женился на Эльзе фон Ондарзе (1870—1960). При свадьбе он отказался от титула принца и взял титул барона фон Габельштейн. У супругов родился 1 сын:
  - Крафт Александр Гогенлоэ-Эрингенский (9 марта 1896 — 3 января 1994), был усыновлён родственником по линии отца и смог вернуть фамилию. 15 сентября 1924 года женился на баронессе Маргарите фон Ов (1905—1935). У них родилось 3 детей.